# Stockholmshem

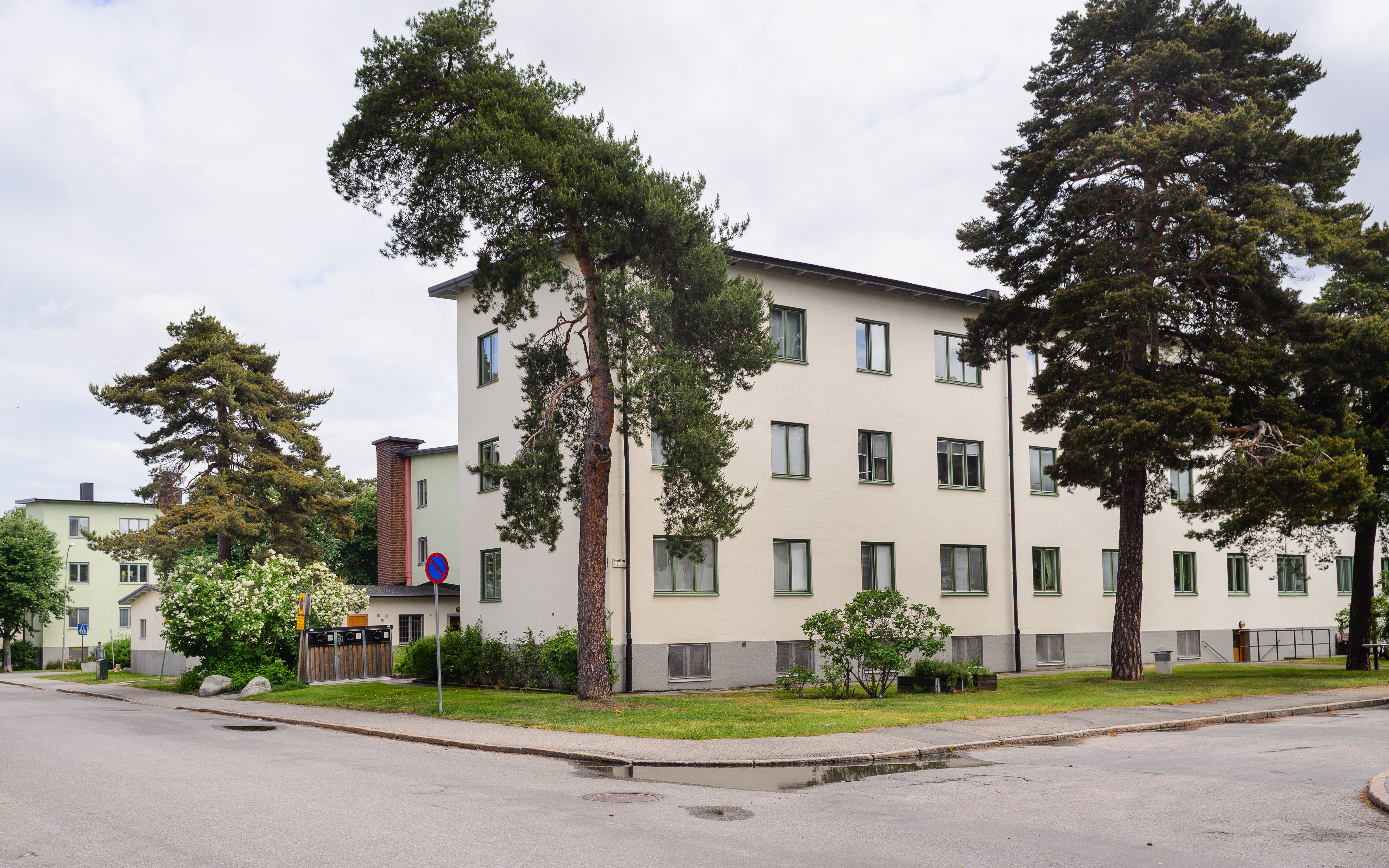
Stockholmshems barnrikehus i Hammarbyhöjden uppförda 1937-1939.

AB Stockholmshem är ett allmännyttigt bostadsföretag verksamt i Stockholms kommun sedan februari 1937.
Stockholms Stads bostadsförmedling AB ansvarar för all extern förmedling av Stockholmshems lägenheter. Stockholmshem har även idag det administrativa ansvaret för Störningsjouren, vilken drivs av de allmännyttiga bostadsbolagen i Stockholm (Svenska Bostäder, Familjebostäder och Stockholmshem).

## Byggnadsområden
Byggnader finns runt om i Stockholm och inkluderar områden i Söderort, Västerort och Innerstaden. Totalt har Stockholmshem 398 fastigheter, 27 000 lägenheter och drygt 50 000  boende. Åren 1936-1939 fanns det som högst 1 666 lägenheter byggda.
- Söderort: Aspudden, Bagarmossen, Björkhagen, Enskededalen, Enskedefältet, Farsta, Fruängen, Gamla Enskede, Gröndal, Gubbängen, Hammarbyhöjden, Hägerstensåsen, Hökarängen, Johanneshov, Midsommarkransen, Rågsved, Skarpnäcks Gård, Skärholmen, Solberga, Stureby, Sätra, Västberga, Västertorp, Årsta, Årstadal, Örnsberg.

- Västerort: Abrahamsberg, Beckomberga, Blackeberg, Bromsten, Hässelby Gård, Hässelby Strand, Mariehäll, Nockeby, Nockebyhov, Riksby, Rinkeby, Råcksta, Solhem, Traneberg, Ulvsunda, Åkeshov, Åkeslund.

- Innerstaden: Fredhäll, Hjorthagen, Kristineberg, Ladugårdsgärdet, Södermalm, Södra Hammarbyhamnen, Vasastan, Östermalm.

### Historik
I slutet av 1930-talet  började staden bygga de första barnrikehusen. Stockholmshem bildades i februari 1937 och fick överta de hus som staden redan hunnit bygga i Traneberg, Hammarbyhöjden och Körsbärshagen vid Roslagstull. Stockholmshems främsta uppgift var till att börja med att uppföra så kallade barnrikehus, för mindre bemedlade barnrika familjer.
Bolaget blev snabbt ett viktigt instrument för stadens utveckling och bostadsbyggandet följde stadens årsringar. Under 1940- och 50-talen byggdes bland annat Årsta, Gröndal, Hjorthagen, Hökarängen, Västertorp, Solberga, Bagarmossen, Rågsved, Blackeberg och Hässelby.
Under 1960- och 1970-talen industrialiserades byggprocessen alltmer. Den formade områden i bland annat Bagarmossen, Sätra och Skärholmen. Under 1980- och 90-talen byggde bolaget i Skarpnäck, på Södra Stationsområdet och vid Starrbäcksängen på Östermalm.
I dag är Stockholmshem hyresvärd för drygt fem procent av stockholmarna.